# Водобойный колодец
Водобойный колодец — глубинная часть водобоя, предназначается для перевода кинетической энергии в потенциальную или для её гашения в нижних бьефах (плесах) плотин, для предотвращения размыва дна горизонтальной части русла рек, или нижнего бьефа, который может стать опасным фактором для всего сооружения. 
Почти во всех случаях, когда сопряжение бьефов происходит с образованием отогнанного прыжка, устраивают водобойный колодец, заменяя его иногда иными конструкциями (например водобойной стенкой), увеличивающими бытовую глубину до таких пределов, при которых прыжок оказывается затопленным и устраняется явление его отгона

## Условия применения
Водобойный колодец применяется в проектах водосбросов и водосливов при следующих условиях:
- невыполнение условий для водобойной стенки
- необходимость пропуска большого удельного расхода;
- необходимость повышения отметки рисбермы, расположенной непосредственно за водобоем.

## Преимущества
- Водобойные колодцы, простые в работе для проектировщиков, если они правильно умеют рассчитывать глубину и длину колодца.
- Они отличаются надежностью в работе, потому что в опасном, расчетном режиме, обеспечивается затопленный прыжок в пределах одного сооружения.
- Другой расчетный случай находится за пределами опасности, чем гарантируется бесперебойная, нормальная работа сооружения в целом, в условиях эксплуатации с любым гидравлическим давлением.
- Этим отличаются другие типы гасителей кинетической энергии, которые показывают хорошие результаты лишь в условиях, при которых производились испытания.
- Колодцы дополняются другими типами гасителей, устанавливаемых на выходных порогах, на дне или оборудуются перед водобойным колодцем, если не получаются заданные и необходимые его размеры.
- Глубина и длина колодцев назначается с обязательным, некоторым запасом, хотя имеются рекомендации и по снижению этих величин.

## Недостатки
- высокая материалоемкость при сооружении и недостаточная надежность работы